# Petronella Gustava Stenhoff
Petronella Gustava Stenhoff, född 22 oktober 1791 i Stockholm, död 1 juni 1876 i Stockholm, var en svensk målare.
Hon studerade målning och konst för Gustaf Erik Westerling och var i början av 1800-talet verksam som akvarellist och svartkritstecknare. Hon medverkade i Konstakademiens utställningar några gånger under 1810-talet. Enligt Fredrik Boijes målarlexikon från 1833 målade hon skickligt blommor och fåglar i vattenfärg. Hennes konst består av fåglar, jordgubbsklasar, blomsterbuketter och döda fåglar på mossa samt kopior av äldre mästares landskaps- och figurmålningar.